# 比杰普尔
比杰普尔（Bijpur），是印度北方邦Sonbhadra县的一个城镇。总人口9232（2001年）。

## 人口
该地2001年总人口9232人，其中男性4925人，女性4307人；0—6岁人口1465人，其中男742人，女723人；识字率72.27%，其中男性为79.03%，女性为64.55%。